# Bisdom Lake Charles

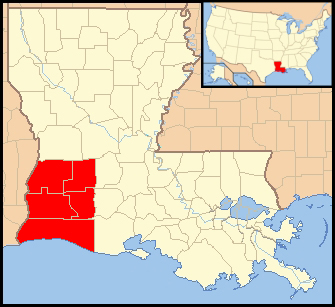
Het bisdom Lake Charles (rood) binnen de kerkprovincie New Orleans

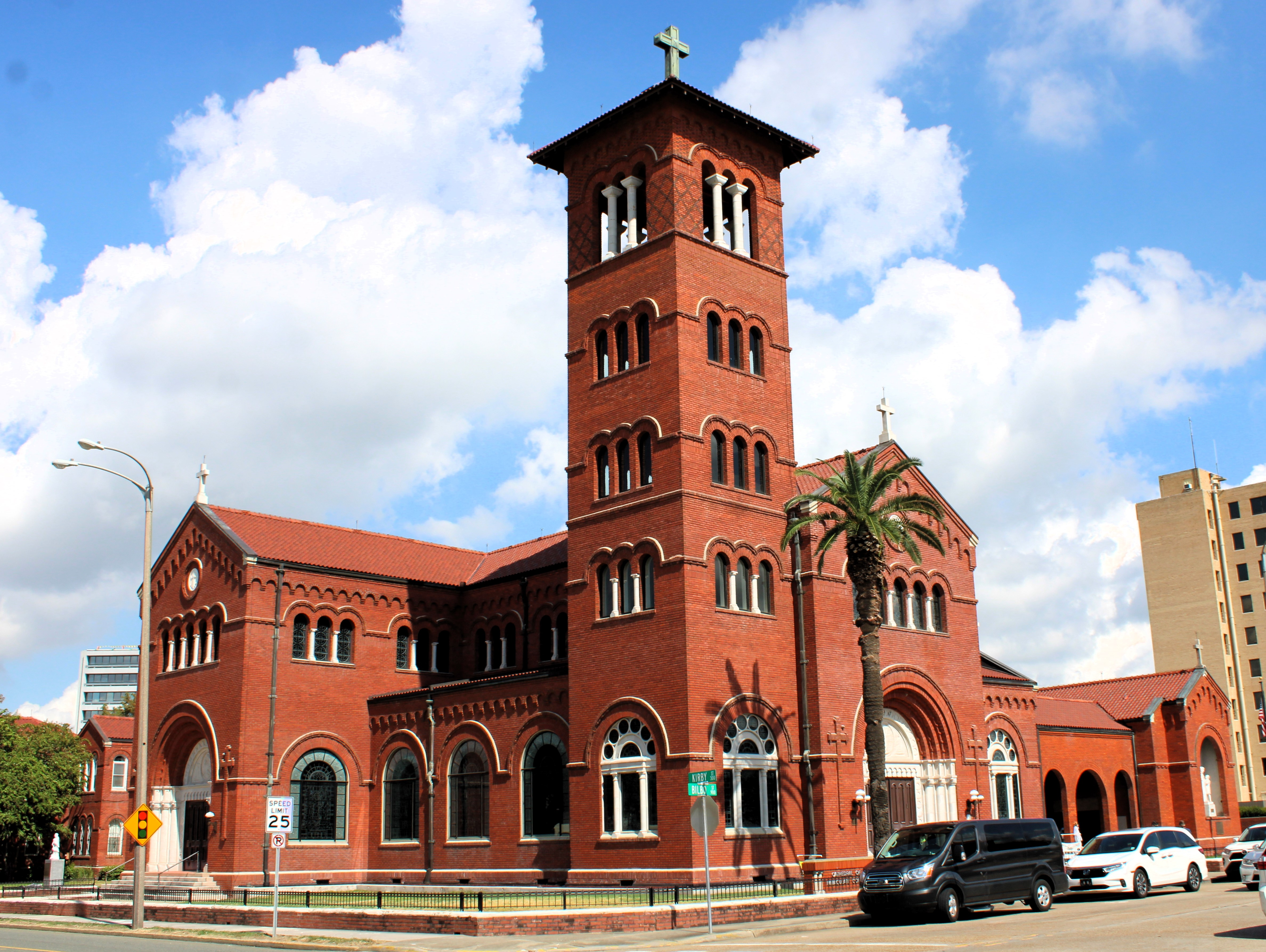
Onbevlekte Ontvangeniskathedraal van Lake Charles

Het bisdom Lake Charles (Latijn: Dioecesis Lacus Carolini) is een rooms-katholiek bisdom met als zetel Lake Charles in Louisiana. Het is een suffragaan bisdom van het aartsbisdom New Orleans. Het bisdom werd in 1980 opgericht uit delen van het bisdom Lafayette.
In 2019 telde het bisdom 39 parochies. Het bisdom heeft een oppervlakte van 13.755 km² en omvat de parishes Allen, Beauregard, Calcasieu, Cameron en Jefferson-Davis. Het bisdom telde in 2019 303.980 inwoners waarvan 30,3% rooms-katholiek was. 

## Bisschoppen
- Jude Speyrer (1980-2000)
- Edward Kenneth Braxton (2000-2005)
- Glen John Provost (2007-)

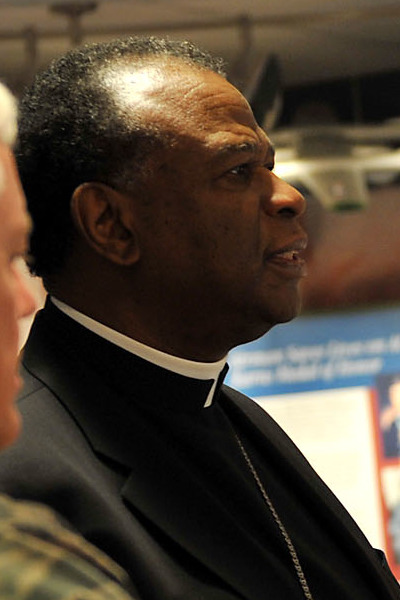
Edward Kenneth Braxton